# محوطه آب کاسه
محوطه آب کاسه مربوط به دوره صفوی است و در شهرستان کهگیلویه، روستای آب کاسه واقع شده و این اثر در تاریخ ۱۲ بهمن ۱۳۸۱ با شمارهٔ ثبت ۷۴۶۹ به‌عنوان یکی از آثار ملی ایران به ثبت رسیده است.